# Adelphia (növénynemzetség)
Az Adelphia a Malpighiales rendjébe és a malpighicserjefélék (Malpighiaceae) családjába tartozó nemzetség.

## Rendszerezés
A nemzetségbe az alábbi 4 faj tartozik:
- Adelphia hiraea (Gaertn.) W.R.Anderson
- Adelphia macrophylla (Rusby) W.R.Anderson
- Adelphia mirabilis (W.R.Anderson) W.R.Anderson
- Adelphia platyrachis (Triana & Planch.) W.R.Anderson